# Castelo de Waldeck (Dorweiler)

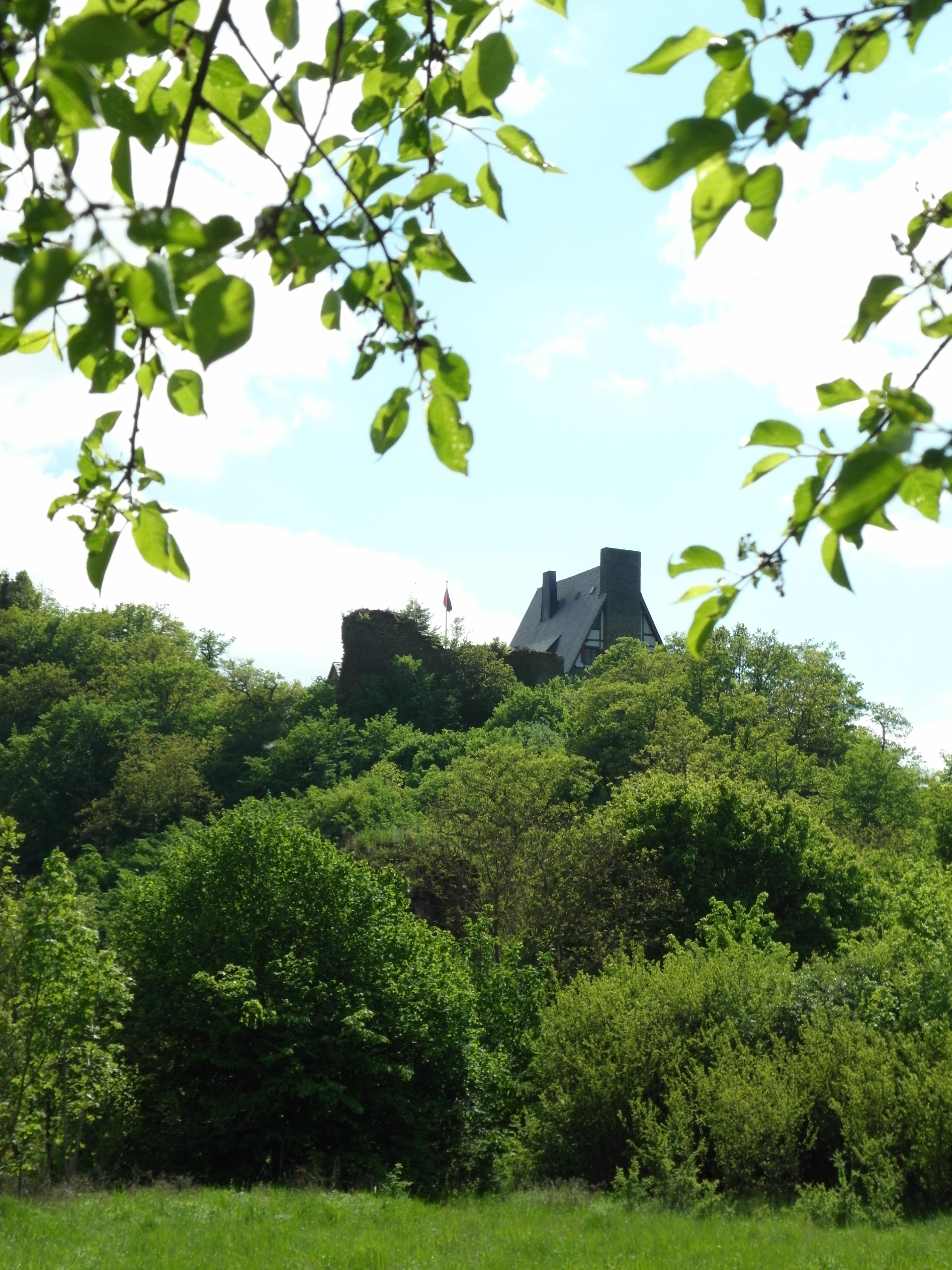
Castelo de Waldeck

O Castelo de Waldeck (também conhecido como Castelo de Boos-Waldeck ou ainda Castelo de Boos von Waldeck, em alemão: Burg Waldeck) é uma fortaleza da Idade Média.

## Localização
O Castelo de Waldeck localiza-se no bairro Dorweiler do município de Dommershausen, no cículo do distrito de Rhein-Hunsrück, estado de Renânia-Palatinado, Alemanha. Foi a residência central da família de nobres e aristocratas de sobrenome "Boos".
A atual ruína situa-se no alto do vale Baybach. William I, Cavaleiro de Heinzenberg, construiu a fortaleza em 1150 e, assim, estabeleceu a casa "Boos-Waldeck" uma das formas como o sobrenome dos residentes viria a se tornar conhecido.

## História
A primeira menção documental comprovada sobre o castelo (onde se encontra atualmente) originou-se no ano de 1243. Neste documento os Cavaleiros Heribert, Udo (Rudolf), Winand (de sobrenome Boos von Waldeck, (significando os "Boos de Waldeck" e encontrado em alguns documentos franceses pela denominação Boose of Walthecce) oficialmente recebem os direitos de posse. Nos idos de 1250 Rudolf (Udo) Boos von Waldeck construiu a parte do sopé da colina, ou Unterburg. Estas duas partes componentes são então citadas em outro documento em 1285.
O castelo medieval resistiu a muitas guerras, e foi destruído parcialmente pelos franceses (1689) durante a guerra de controle da região do Pfalz.
O castelo foi habitado até 1833 quando a família dos Boos von Waldeck vendeu todas suas propriedades no Reno, provavelmente pressentindo o clima geopolítico das iminentes revoluções de 1848. Esta região vinha sofrendo disputas de influências francesas, austríacas, católicas e evangélicas, além das disputas pelo controle dos arcebispos de Colônia e de Hessen. Uma vez que a supremacia da família Boos no Reno e suas diversas propriedades estavam vinculadas a posições aristocráticas ligadas ao Arcebispo de Colônia, a passagem do controle para Hessen poderia significar o início de uma perda de privilégios, o que pode ter motivado a venda após mais de 600 anos de ocupação.
O Arcebispo de Colônia, Conrad von "Hohenstaden ao Lehen", autoriza a família a ser reconhecida como Lordes Feudais, por contratos comerciais com colônia, assim estabelecendo um veio aristocrático da família que duraria até 1833. Esta residência viria a ser a administração central de moinhos, escritórios, e a residência de Barões, Condes, visitantes da nobreza durante o verão. Conexões políticas através de acordos, comércio, controle militar resistindo a incursões francesas garantiram à família mais de 600 anos influência, como citado no livro "Nobles And Nation In Central Europe" por Godsey, William D. Jr. (Cambridge Univ Press Usa). O Chateau Mcely e o Schloss Sayn também foram residência de membros desta família.

### O sobrenomeBoos
O sobrenome Boos é relacionado a termos do alemão medieval antigo significando "liderar", "nobre", or "irritado", possivelmente usado pela família para indicar os residentes do castelo, por isto a indicação de local "Castle of Boos-Waldeck" anexada ao nome como visto em alguns documentos. Eventualmente se encontra o sobrenome ou o castelo citado em documentos franceses como "Bois Walthecce" ou "Boosse de Walthecce".

## Construção
Abaixo, em direção ao vale, o Unterburg (parte a baixo do castelo) - provavelmente casas de pessoas ligadas indiretamente família residiam - foi construído. É também documentalmente confirmado que o Unterburg foi construído em 1250 por Rudolf (Udo), citado anteriormente. Alguns documentos citam estas duas secções da edificação em 1285. Somente nos últimos anos vestígios desta parte baixa do castelo foram identificados.
Com esta nova parte construída, o castelo da família do agora prefeito estava composto por três blocos: uma nova torre, que foi construída sobre as duas partes mais antigas, (chamada agora de castelo-superior) e dois castelos abaixo: o antigo "superior" (que agora é chamado de Unterburg) e o antigo Unterburg.

## Linha do Tempo
1124
Primeira menção do Arcebispo Konrad sobre a "área de Waldeck" no Bopparder.
1242
Os Cavaleiros Heribert, Udo (Rudolf) and Winand (Boos of Waldeck) adquirem o direito de usar os recursos da área do Arcebispo de Colônia (Köln).
1250
Construção do castelo-inferior por Rudolf Boos von Waldeck.
1325
Primeira tentativa bem sucedida de regulamentar o convívio de diferentes famílias num mesmo castelo (Ganerben). A divisão ocorreu pelas três linhagens (Winandsche, Rudolfsche and Boos´sche (dos descendentes de Heribert)), somando-se ainda as famílias de Winningen, Metz, Sabershausen (desde 1398).
1331-1336
Os Cavaleiros do Burg Eltz e do castelo de Boos-Waldeck organizam-se numa força de 50 cavaleiros contra a chegada do Arcebispo Balduíno, mas são derrotados perto de Gegenburgen.
1361
Os irmãos Johann e Emmerich Boos von Waldeck reconhecem a autoridade do Arcebispo de Colônia, o que foi entendido como um ato de nobreza, mas mesmo assim não permitiram o acesso ao interior da fortaleza.
1370
Johann IV Boos von Waldeck (1370+) casa com Else von Montfort. O tataraneto deste casal, Simon Boos von Waldeck, recebe a posse oficial, até 1480, das ruínas de Montfort (próximo). Deste momento em diante os descendentes desta linha da família serão chamados de “Boos von Waldeck und Montfort”.
1398
Ruprecht de Pfalz conquista o castelo, após a morte de Johann Boos von Waldeck. No tratado de paz de 29 de março, Ruprecht recebe acesso para viver na nova torre, "podendo ocupá-lo até o pescoço" (significando uso total do castelo superior). Assim a maior autoridade do Pfalz tornou-se um vizinho, potencializando a influência da família nos negócios da região.
1469
Mudanças geopolíticas afetam parcialmente a administração.
1557
Além dos Boos von Waldeck existem agora somente duas outras famílias vivendo no castelo (von Metz e a do Prefeito de Pfalz).
1689
Os franceses destroem o castelo.
1720
O Coronel Barão William Lothar Boos von Waldeck, que morava em Koblenz, estabelece uma casa de verão no Unterburg.
1833
Os Boos von Waldeck, percebendo novas manobras geopolíticas depois das Guerras Napoleônicas, vendem suas posses em todo Reno (Rhein), incluindo o recém reconstruído Castelo de Boos-Waldeck ou Castelo de Boos von Waldeck como também era chamado desde 1243.
1850
Parte dos alicerces são removidos pelos novos donos, para construção de casas nos pátios do castelo, acelerando a destruição e levando o castelo a ruínas.